# Municipio de North Seward
El municipio de North Seward (en inglés: North Seward Township) es un municipio ubicado en el condado de Stafford en el estado estadounidense de Kansas. En el año 2010 tenía una población de 183 habitantes y una densidad poblacional de 1,97 personas por km².

## Geografía
El municipio de North Seward se encuentra ubicado en las coordenadas 38°13′28″N 98°44′20″O / 38.22444, -98.73889. Según la Oficina del Censo de los Estados Unidos, el municipio tiene una superficie total de 93.09 km², de la cual 93,07 km² corresponden a tierra firme y (0,03 %) 0,02 km² es agua.

## Demografía
Según el censo de 2010, había 183 personas residiendo en el municipio de North Seward. La densidad de población era de 1,97 hab./km². De los 183 habitantes, el municipio de North Seward estaba compuesto por el 98,36 % blancos y el 1,64 % eran de una mezcla de razas. Del total de la población el 0 % eran hispanos o latinos de cualquier raza.